# 粗齿天名精
粗齿天名精（学名：Carpesium trachelifolium）为菊科天名精属的植物。分布于克什米尔地区、 尼泊尔以及中国大陆的四川、云南、西藏等地，生长于海拔2,500米的地区，常生于山谷及林下，目前尚未由人工引种栽培。